# Kottelatlimia
Genre
Kottelatlimia est un genre de poissons d'eau douce téléostéens de la famille des Cobitidae (ordre des Cypriniformes).

## Répartition
Les espèces du genre Kottelatlimia sont originaires du Sud-Est asiatique.

## Liste des espèces
Selon World Register of Marine Species (9 décembre 2023) :
- Kottelatlimia hipporhynchos Kottelat & Tan, 2008
- Kottelatlimia katik (Kottelat & Lim, 1992)
- Kottelatlimia pristes (Roberts, 1989)

## Classification
Le nom valide complet (avec auteur) de ce taxon est Kottelatlimia Nalbant, 1994.

## Étymologie
Le nom générique, Kottelatlimia, a été donné en l'honneur des ichtyologistes Maurice Kottelat et Kelvin Kok Peng Lim (d) qui ont décrit en 1992 l'espèce très intéressante qu'est Kottelatlimia katik,.

## Publication originale
- (en) T.T. Nalbant, « Studies on loaches (Pisces: Ostariophysi: Cobitidae). 1. An evaluation of the valid genera of Cobitinae », Travaux du Muséum 'Histoire Naturelle "Grigore Antipa", Roumanie, vol. 34,‎ 1994, p. 375-380 (ISSN 1223-2254, e-ISSN 2247-0735).